# خوسيه ماريا كاستيل
خوسيه ماريا كاستيل غارسيا دي لا كروز (بالإسبانية: José María Castell García de la Cruz)‏ (24 سبتمبر 1896 - 13 أكتوبر 1981)لاعب كرة قدم إسباني كان يلعب في مركز خط الوسط. كان كاستيل أحد أهم رموز نادي مدريد (ريال مدريد حالياً) في بداية ومنتصف القرن العشرين، كلاعب وقائد ومدرب وحتى كمهندس معماري.

## المسيرة الكروية
ولد كاستيل في سان سيباستيان، وانتقل إلى مدريد عندما كان طفلاً، وهناك درس في المدرسة الكلاسيكية الإسبانية، حيث خطا خطواته الأولى في كرة القدم كلاعب خط وسط. في 1910، عندما كان في الرابعة عشر من عمره، عاد إلى مسقط رأسه ووقع لنادي إيساسو أتليتيك المحلي، وقدم أداء جيداً، وعندما عاد إلى العاصمة لمواصلة دراسته في 1911، التحق بالفريق الثالث لنادي مدريد. في العام التالي، تمت ترقية كاستيل إلى الفريق الثاني وعندما غادر أرسينيو كومامالا النادي في عام 1912، انتقل إلى الفريق الأول، وشكل شراكة خط وسط رائعة مع ألبرتو ماكيمبارينا ووالتر روزيتسكي، اللذين كانا لاعبين بارزين في ذلك الوقت. كان لاعباً شجاعاً في الهجوم، يخاطر بالتمريرات، وكذلك يسدد من وسط الملعب مفاجئاً حارس المرمى. وعلى الرغم من وجود لاعبين من أمثال ماكيمبارينا وخوان دي كارسير وسوتو أرانغورين وحتى سانتياغو برنابيو، إلا أن كاستيل أصبح هو قائد فريق مدريد في 1914، وكان لا يزال في الثامنة عشرة من عمره. لم يجادل أحد في هذا القرار في وقت كان القائد هو من يقوم بإملاء التكتيكات التي يجب اتباعها (نظرًا لأن المدرب بالمسمى الحالي لم يكن قد ظهر بعد) وكان عليه أن يضع خطط اللعب، وكان يعمل في الأساس كمدرب قائد.
كان ضمن فريق مدريد الفائز بكأس ملك إسبانيا 1917، والذي ضم أيضًا لاعبين مثل رينيه بيتي وسانتياغو برنابيو وإدواردو تيوس وسانسينينيا والأخوين سوتو وإولوجيو أرانغورين. كما ساعد النادي على الفوز ببطولة المنطقة الوسطى 4 مرات في مواسم 1912-1913 و1915-1916 و1916-1917 و1917-1918.
في يناير 1919، لعب ضد راسينغ مدريد كمدافع أيسر، حيث ظهر لاعب آخر في الفريق للمرة الأولى كلاعب وسط أيمن: خوان مونخاردين. آخر مرة ظهر فيها في تشكيلة ريال مدريد كانت في نهاية أبريل 1919، في مباراة ضد أتلتيك مدريد، واعتزل في سن 23 عامًا، ليكرس نفسه لمهنته كمهندس معماري، على الرغم من استمرار ارتباطه بالنادي.

## بعد الاعتزال
كان كاستيل المهندس المعماري لملعب تشامارتن ، الذي كان ملعب ريال مدريد قبل ملعب سانتياغو برنابيو. ومن بين أعماله البارزة الأخرى ملعب ميتروبوليتانو دي مدريد وتوسعة مبنى رابطة أندية كرة السلة الإسبانية في شارع لا كاستيلانا.

## المسيرة الدولية
مثل العديد من لاعبي نادي مدريد في ذلك الوقت، لعب كاستيل عدة مباريات لفريق مدريد المستقل خلال العقد الأول من القرن العشرين، لكن لا يعرف عدد المباريات التي لعبها بالتحديد لشح المصادر والإحصائيات. كان جزءًا من فريق مدريد المستقل الذي فاز بكأس أمير أشتورية مرتين في عامي 1917 و1918، وكانت مسابقة بين المناطق بتنظيم الاتحاد الإسباني لكرة القدم. شارك كاستيل في نسختي 1916 و1918 كبديل، والسبب الوحيد لكونه لاعبًا أساسيًا في نسخة 1917 هو أن البطولة تزامنت مع نهائي كأس ملك إسبانيا 1917 بين نادي مدريد ونادي أريناس، مما منع فريق مدريد المستقل من استدعاء أفضل لاعبي نادي مدريد، وفتح الباب للبدلاء. وبذلك كان كاستيل أحد اللاعبين القلائل في نادي مدريد الذين شاركوا في كأس أمير أشتورية 1917، بينما جاء باقي أعضاء الفريق من أتليتيك مدريد وراسينغ مدريد. بطبيعة الحال، تم اختياره كقائد لهذا الفريق الذي أعطته الصحافة فرصًا قليلة أو معدومة للفوز بالبطولة، ولكن تحت قيادة كاستيل، الذي سجل ركلة جزاء في فوز 3-2 على قنطبرية، تمكن فريق العاصمة من الفوز بالكأس لأول مرة في تاريخه رغم مشاركته بتشكيلة أضعف من النسخة السابقة.

## الإنجازات

### الأندية
نادي مدريد
- بطولة المنطقة الوسطى:
  - البطل (4) : 1912–13، 1915–16، 1916–17، 1917–18
- كأس ملك إسبانيا:
  - البطل (1) : 1917

### المنتخبات
مدريد
- كأس أمير أشتورية:
  - البطل (2) : 1917 ،1918
  - الوصيف (1) : 1916